# Баранов, Сергей Фёдорович
Сергей Фёдорович Баранов — советский хозяйственный, государственный и политический деятель.

## Биография
Родился в 1895 году.
С 1930 года — на хозяйственной, общественной и политической работе. В 1930—1965 гг. — доцент, заведующий кафедрой литературы, профессор Иркутского государственного педагогического института, профессор Московского института Дружбы народов им. Патриса Лумумбы.
Избирался депутатом Верховного Совета СССР 3-го созыва.
Умер в Москве в 1971 году. Урна с прахом захоронена в колумбарии Донского кладбища.

## Основные публикации
- С. Ф. Баранов. Великий русский сатирик — Салтыков-Щедрин: монография. — Иркутск, 1948; 1950.
- С. Ф. Баранов. Горький и народная поэзия // Новая Сибирь. — 1952. — № 27.
- С. Ф. Баранов. О песнях партизан Забайкалья. — Иркутск, 1937.
- С. Ф. Баранов. Реальные этнографические и фольклорные источники: «История одного города» М. Е. Салтыкова-Щедрина // Тр. ИГУ. Сер. ист.-филол. — Т. 3. — Вып. 2. — Иркутск, 1948.
- С. Ф. Баранов. Русское народное поэтическое творчество: пособие для студентов историко-филологических факультетов педагогических институтов. — М., 1962.